# Zostérops à sourcils
Heleia superciliaris
Espèce
Statut de conservation UICN

 LC  : Préoccupation mineure
Le Zostérops à sourcils (Heleia superciliaris) est une espèce de passereau appartenant à la famille des Zosteropidae. Il est endémique d'Indonésie.

## Sous-espèces
D'après Alan P. Peterson, il existe deux sous-espèces :
- Lophozosterops superciliaris hartertianus   (Rensch, 1928) : Sumbawa ;
- Lophozosterops superciliaris superciliaris  (Hartert, 1897) : Florès.